# Suszter, szabó, baka, kém (film)
A Suszter, szabó, baka, kém (eredeti cím: Tinker Tailor Soldier Spy) 2011-ben bemutatott hidegháborús témájú kémfilm Tomas Alfredson rendezésében. A forgatókönyv alapjául John le Carré azonos című 1974-es regénye szolgált. A főszereplő George Smileyt Gary Oldman alakítja, további fontosabb szerepekben Colin Firth, Tom Hardy, John Hurt, Toby Jones, Mark Strong, Benedict Cumberbatch és Ciarán Hinds látható.
Az Amerikai Egyesült Államokban 2011. szeptember 16-án mutatták be. Magyarországon négy hónappal később jelent meg magyar szinkronnal. A film nagyrészt pozitív visszajelzéseket kapott a kritikusoktól.

## Cselekmény
A hidegháború tetőpontján felmerül a gyanú, hogy az angliai hírszerzésben egy kettős ügynök dolgozik, aki a szovjetek számára is információkat szivárogtat ki az Egyesült Királyságról. George Smiley-t (Oldman), az egykori kémet visszahívják, hogy derítse ki, ki a "vakond". Nyomozása titkosabbnál titkosabb helyeken, rejtélyeken keresztül vezet, a kémjátszma pedig eközben egyre komolyabbá válik.

## Szereplők
| Színész              | Szereplő                    | Magyar hang      |
| -------------------- | --------------------------- | ---------------- |
| Gary Oldman          | George Smiley / "Beggarman" | Hegedűs D. Géza  |
| Colin Firth          | Bill Haydon / "Szabó"       | Csankó Zoltán    |
| Tom Hardy            | Ricki Tarr                  | Viczián Ottó     |
| Mark Strong          | Jim Prideaux                | Széles Tamás     |
| John Hurt            | Kontroll                    | Tordy Géza       |
| Benedict Cumberbatch | Peter Guillam               | Zámbori Soma     |
| David Dencik         | Toby Esterhase / "Poorman"  | László Zsolt     |
| Ciarán Hinds         | Roy Bland / "Baka"          | Szilágyi Tibor   |
| Toby Jones           | Percy Alleline / "Suszter"  | Gyabronka József |
| Kathy Burke          | Connie Sachs                | Molnár Piroska   |
| Stephen Graham       | Jerry Westerby              | Anger Zsolt      |

Több magyar színész is feltűnik a filmben, köztük Mucsi Zoltán, Kálloy Molnár Péter és Csuja Imre.

## Fogadtatás
A Metacritic oldalán a film értékelése 85% a 100-ból, ami 42 véleményen alapul. A Rotten Tomatoeson a Suszter, szabó, baka, kém 83%-os minősítést kapott, 207 értékelés alapján.